# Alfred William Finch
Alfred William Finch, född den 28 november 1854 i Bryssel, död den 28 april 1930, var en belgisk-finländsk målare, grafiker och keramiker av engelsk börd.

## Biografi
Efter studier i Bryssel anställdes Finch 1897 som lärare i keramik vid Centralskolan för konstflit i Helsingfors. Han verkade först som inflytelserik keramiker. När han åter började måla 1904 visade han med sin neoimpressionistiska behandling av färger och ljus vägen för ett helt nytt måleri i Finland, vilket så småningom ledde till den 1912 bildade Septemgruppen med Finch och Magnus Enckell i spetsen. 
Som konstnär var Finch neoimpressionist med pointillistiskt utförda landskap, som vittnar om ingående ljusstudium och kärlek till färgens renhet. Finch finns representerad vid Röhsska museet

## Utmärkelser
- Riddare av Leopoldsorden[11]

[Redigera Wikidata]